# Orectolobus reticulatus
Orectolobus reticulatus — акула з роду Килимова акула родини Килимові акули. Інші назви «сітчаста килимова акула», «сітчаста бородата акула», «сітчастий воббегонг».

## Опис
Загальна довжина досягає 52,3 см. Голова велика, округла. Очі маленькі. За ними є бризкальця, біля очей — горбики. Характерна «борода» складається зі шкіряних виростів, вона рідка, слабко помітна. Біля ніздрів є м'ясисті вусики. Навколо рота розташовані губні складки. Рот широкий, розташований на кінчику морди. Зуби дрібні, з багатьма верхівками. У неї 5 пар зябрових щілин. Тулуб не дуже широкий, сплощений. Грудні та черевні плавці розвинені. Має 2 спинних плавця, що зсунуті до хвостової частини. Анальний плавець невеличкий, розташований близько до хвостового плавця. Хвостовий плавець маленький, гетероцеркальний.
Забарвлення спини світло-коричневе або бежеве. Спина рясно вкрита коричневими крапочками. Поперек тіла присутні великі серпоподібні плями темно-коричневого кольору з бежевою облямівкою. Також по спині й плавцях розкидані темно-коричневі та чорні плямочки. Черево має білуватий колір.

## Спосіб життя
Тримається на глибині до 18 м. Зустрічається на внутрішньому континентальному шельфі. Полює біля дна, є бентофагом. Живиться дрібними ракоподібними й головоногими молюсками, молоддю костистих риб. Полює на здобич із засідки — хапає кидком або завдяки щічному насосу.
Це яйцеживородна акула.
Здатна завдати травми людині.

## Розповсюдження
Мешкає біля північно-західного узбережжя Австралії.